# 水戸ニュータウン
水戸ニュータウン（みとニュータウン）は、茨城県水戸市および東茨城郡城里町にまたがるニュータウン。

## 概要
茨城県住宅供給公社が開発。国道123号に近接し、水戸駅から約15km（自動車で約25分）、常磐自動車道「水戸北スマートインターチェンジ」から約4.5kmに位置する。1991年から土地買収が始まり、2000年から第1期の宅地販売が始まった。当初計画では1200戸の戸建住宅が建つ予定であったが、2012年3月現在で136区画しか販売されていない。開発地域内には私立のリリーベール小学校、県営十万原アパートなどが建っているが、当初予定されていた商業施設は建設されていない。2010年に茨城県住宅供給公社は巨額の債務超過に陥って自己破産し、茨城県が残地の整理を進めている。

## 事業概要
- 事業主体：茨城県（分譲・販売は茨城県住宅供給公社）
- 所在：水戸市藤が原、東茨城郡城里町増井
- 総面積：135.2ha
- 計画人口：5,100人
- 計画戸数：1,200戸（戸建住宅）、500戸（集合住宅）
- 用途：住宅地及び業務施設用地
- 都市計画：第1種低層住居専用地域・第1種中高層住居専用地域・第2種住居地域・近隣商業地域・地区計画
- 上水道：水戸市上水道
- 下水道：公共下水道
- 雨水：団地内調整池
- ガス：日本ガス（集中プロパン）

## 施設
- 教育
  - 水戸市立飯冨幼稚園（約4km）
  - 私立リリーベール小学校（団地内）
  - 水戸市立飯冨小学校（約4km）
  - 水戸市立飯冨中学校（約4km）
- 商業施設
  - エコス城里ショッピングプラザ（2.9km）
  - イオンモール水戸内原（13.8km）
  - ジョイフル山新水戸渡里店（4.7km）
- その他
  - 森林公園（約7km）

## 交通
- JR水戸駅（車で約25分）